# NGC 3495
NGC 3495 је спирална галаксија у сазвежђу Лав која се налази на NGC листи објеката дубоког неба.
Деклинација објекта је + 3° 37' 37" а ректасцензија 11h 1m 15,8s. Привидна величина (магнитуда) објекта NGC 3495 износи 12,0 а фотографска магнитуда 12,7. Налази се на удаљености од 17,277 милиона парсека од Сунца. NGC 3495 је још познат и под ознакама UGC 6098, MCG 1-28-27, CGCG 38-88, KARA 445, IRAS 10586+0353, PGC 33234.